# Cephoidea
Cephoidea es una pequeña superfamilia de himenópteros de Symphyta. Contiene 100 especies en 10 géneros en la familia viviente, Cephidae, más otros 10 géneros en la familia extinta Sepulcidae.  La mayoría de las especies se encuentran en el hemisferio norte, especialmente en Eurasia. Las larvas perforan los tallos de varias plantas, especialmente de gramíneas, pero también de otras plantas herbáceas, arbustos y árboles. Unas pocas especies son plagas de cereales (p. ej. Cephus cinctus, que ataca al trigo). Son excepcionalmente esbeltos comparados con otros sínfitos, a menudo pareciéndose a otros tipos de avispas. Son los únicos Symphyta que carecen del ovipositor recto que posee el resto del grupo. A veces se los considera el taxón hermano de Apocrita, si bien Orussidae es más generalmente considerado como tal.

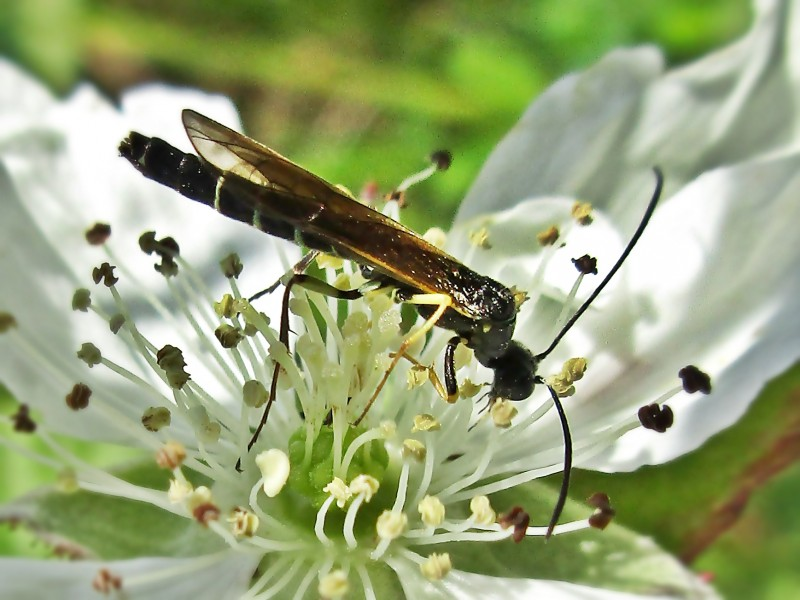
Calameuta filiformis